# 貝爾福 (弗里堡州)

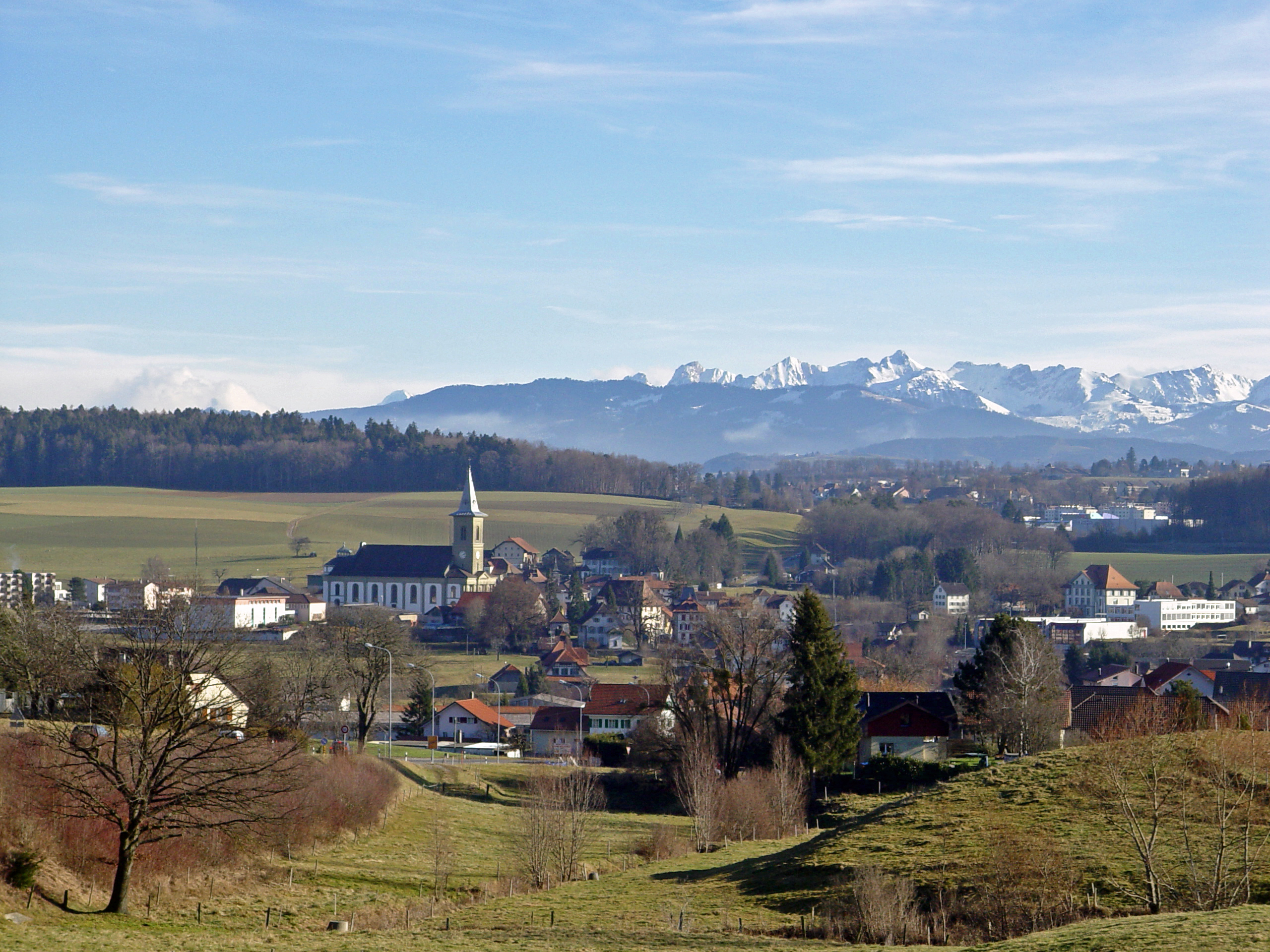

貝爾福是瑞士的城鎮，位於該國西部，由弗里堡州負責管轄，面積6.46平方公里，海拔高度584米，2011年人口2,789，八成人口信奉羅馬天主教，人口密度每平方公里432人。

## 外部連結
- Official website （页面存档备份，存于） （法文）